# جورجیاستوس
جورجیاستوس (نام علمی: Georgiacetus) سرده‌ای منقرض شده از کهن‌آب‌بازسانان است که در دوره ائوسن (۴۰٫۵ تا ۳۷٫۲ میلیون سال پیش) در ایالات متحده زندگی می‌کردند. سنگواره‌های این نهنگ‌ها در جورجیا، آلاباما، و میسیسیپی یافت شده‌اند. این سرده در نزدیکی ۴۰ میلیون سال پیش در مراحل آغازین بارتونین می‌زیست.
در سال ۲۰۰۸، اوهن کلاد جدیدی به نام پلاجیستی (Pelagiceti) پیشنهاد کرد که دربرگیرنده نیای مشترک خسروسوسماران و نونهنگان بود. او جورجیاستوس را در نزدیکی پایهٔ این کلاد به همراه ائوستوس و شاید نیز بابیاستوس – به دلیل احتمال داشتن دم‌باله و مهره‌های لگنی قدامی بسیار متراکم – قرار داد. پژوهش‌های کنونی جورجیاستوس را به عنوان پیوند میان پیش‌نهنگان و نهنگ‌های نوین قرار داده‌اند؛ چیزی که آن را نیای مهمی از نهنگ‌های کنونی در طی فرگشتشان قرار می‌دهد.